# 한국장애인문화협회
한국장애인문화협회는 모든 계층이 누릴 수 있는 문화복지 프로그램들을 개발하여 장애인을 비롯한 소외계층에 제공하고, 신체 장애인 문화권리 확보를 목적으로 2003년 4월 18일 설립된 대한민국 문화체육관광부 소관의 사단법인이다. 사무실은 서울특별시 구로구 디지털로26길 61 에이스하이엔드 2차 타워 3층에 있다.

## 주요 사업
- 문화복지 프로그램을 개발하여 소외계층에 제공
- 국제문화복지교류 및 협력사업
- 문화클럽 및 문화전문 포털사이트운영, 문화교육 원 부설 운영
- 장애인가정 초청 문화축제
- 장애인에 대한 부정적 인식개선